# Musis Sacrum (Baarn)
Musis Sacrum (Latijn voor: gewijd aan de Muzen) was een concertzaal en zalencentrum in Baarn.
Op 14 oktober 1927 werd in de Sociëteit op het Stationsplein in Baarn de vereniging Musis Sacrum opgericht. Het doel van de vereniging was Het gezellig openbaar verkeer in de Gemeente te bevorderen en zo Baarn een aantrekkelijke woonplaats te maken. Middel hiertoe was het organiseren van toneelvoorstellingen in een eigen schouwburg. Tot die tijd werden voorstellingen gegeven in het Baarnsch Lyceum. De school werd gebruikt nadat in 1922 de theaterzaal van hotel Velaars op de hoek Brink/Brinkstraat was afgebrand. Doordat de ruimte in het lyceum beperkt was, konden slechts stukken worden gespeeld zonder decorwisselingen.
De nieuwe vereniging werd gevormd door een vijftiental gegoede Baarnaars onder leiding van Jan van der Hoop. Van der Hoop was directeur van de Nederlandse Algemene Maatschappij van Levensverzekering Conservatrix die sinds 1920 gevestigd was in huize Canton. Van der Hoop was bovendien reeds actief in Baarnse verenigingen als Baarns Bloei ter bevordering van het vreemdelingenverkeer en was lid van de toneelcommissie Elck wat wils. Omdat er geen subsidie of beginkapitaal was werden obligatieleningen afgesloten. Onder gunstige voorwaarden werd een terrein in het Pekingbos tegenover villa Peking aangekocht. Als architect werd Baarnaar Wolter Bakker in de arm genomen, die had ervaring met de bouw van huizen en zwembaden, en die in 1930 ook de Joodse Schouwburg in Amsterdam zou renoveren.

## Gebouw
De ingang van het gebouw aan de Beetslaan was aan het einde van een brede laan. De schouwburg bevatte een ruime hal, foyers met buffetten en een orkestruimte voor dertig musici. De zaal met balkon had 500 Wiener stoelen en kon door het weghalen van een wand worden vergroot tot 600 zitplaatsen. Het toneel werd 12 meter hoog, 11 meter breed en 15 meter diep. Door het verwerken van selotex, een preparaat van suikerrietvezel, in de wand- en plafondbekleding, werd de acoustiek verbeterd. Het voetlicht bestond uit 100 elektrische lampen in vier kleuren.
Op 12 april 1928 werd de eerste steen gelegd door de vrouw van burgemeester, mevrouw L.E.J. van Reenen-Van Romondt. De aankleding van het gebouw bestond voor een deel uit schenkingen.
Toen het prinselijk paar zich in de dertiger jaren op paleis Soestdijk vestigde werd een koninklijke loge gebouwd. Ook kwamen er een verplaatsbare koepel om de acoustiek te verbeteren en werd het aantal foyers uitgebreid. In 1937 werd de cabine voor bioscoopvoorstellingen gesloopt waardoor er meer ruimte kwam voor frontplaatsen. Ook kwam er een tweede ingang waardoor de zaal sneller bezet en ontruimd kon worden.

## Voorstellingen
De eerste voorstelling was op zaterdag 27 oktober 1928 het blijspel As you like it van Shakespeare dat werd uitgevoerd door Het Vereenigd Toneel uit Amsterdam onder leiding van acteur en regisseur Eduard Verkade. Dit gebeurde op een groot draaitoneel. Een week later volgde een galaconcert door het Utrechtsch Stedelijk Orkest. De begintijd van de voorstellingen die eens per maand werden gehouden, was steeds om acht uur om de spelende gezelschappen in staat te stellen de laatste trein te halen. Doordat Musis geen subsidie kreeg, waren de toegangsprijzen van dertig gulden voor acht voorstellingen tamelijk hoog.
Tot de optredende acteurs die in de begintijd hebben opgetreden behoorden onder anderen Albert van Dalsum, Paul Huf, Ko van Dijk, Sara Heyblom, Kommer Kleyn en Johan Kaart. Stukken die werden gespeeld waren van Herman Heijermans (Eva Bonheur), Somerset Maugham (Heeft Constance gelijk?) en Arthur Schnitzler (Intermezzo). Later traden ook acteurs als Louis Saalborn en Cor Ruys op en waren er voorstellingen van De Mainzer Opera en Michel Gobets..

## Verval
In de Tweede Wereldoorlog werd de schouwburg door de Duitsers gebruikt. Na de oorlog trad het verval in, mede door de dure huurprijzen. In 1964 werd er nog een televisie-uitzending opgenomen van het VARA-programma Tel uit je winst. De renovatie zou zo duur uitpakken dat in juli 1969 de zaal voor de laatste keer werd gebruikt. Eind 1976 werd overgegaan tot sloop. Het binnenterrein werd bij de omliggende woningen gevoegd en op het voorterrein werden nieuwe woningen gebouwd.
In 1975 werd aan de Rembrandtlaan theater De Speeldoos gebouwd.